# Người dẫn chương trình truyền hình
| |  |  |  |  |
| Ba người dẫn chương trình truyền hình điển hình ở các quốc gia. Từ trái qua phải: Oprah Winfrey của Mỹ, Lại Văn Sâm và Nguyên Khang của Việt Nam. |  |  |  |  |

Người dẫn chương trình truyền hình hay MC truyền hình là người chuyên giới thiệu, dẫn dắt các chương trình truyền hình (hoặc một phần của chương trình đó ví dụ như người quảng cáo thông tin thương mại). Ngày nay ta thường thấy những nhân vật ở các lĩnh vực khác cũng đảm nhận vai trò này, tuy nhiên một số người chỉ tạo nên tên tuổi nhờ lĩnh vực dẫn dắt, giới thiệu chương trình, nhất là trong các chương trình truyền hình thiếu nhi và rồi trở thành những nhân vật nổi tiếng trên sóng truyền hình.